# 太田資頼

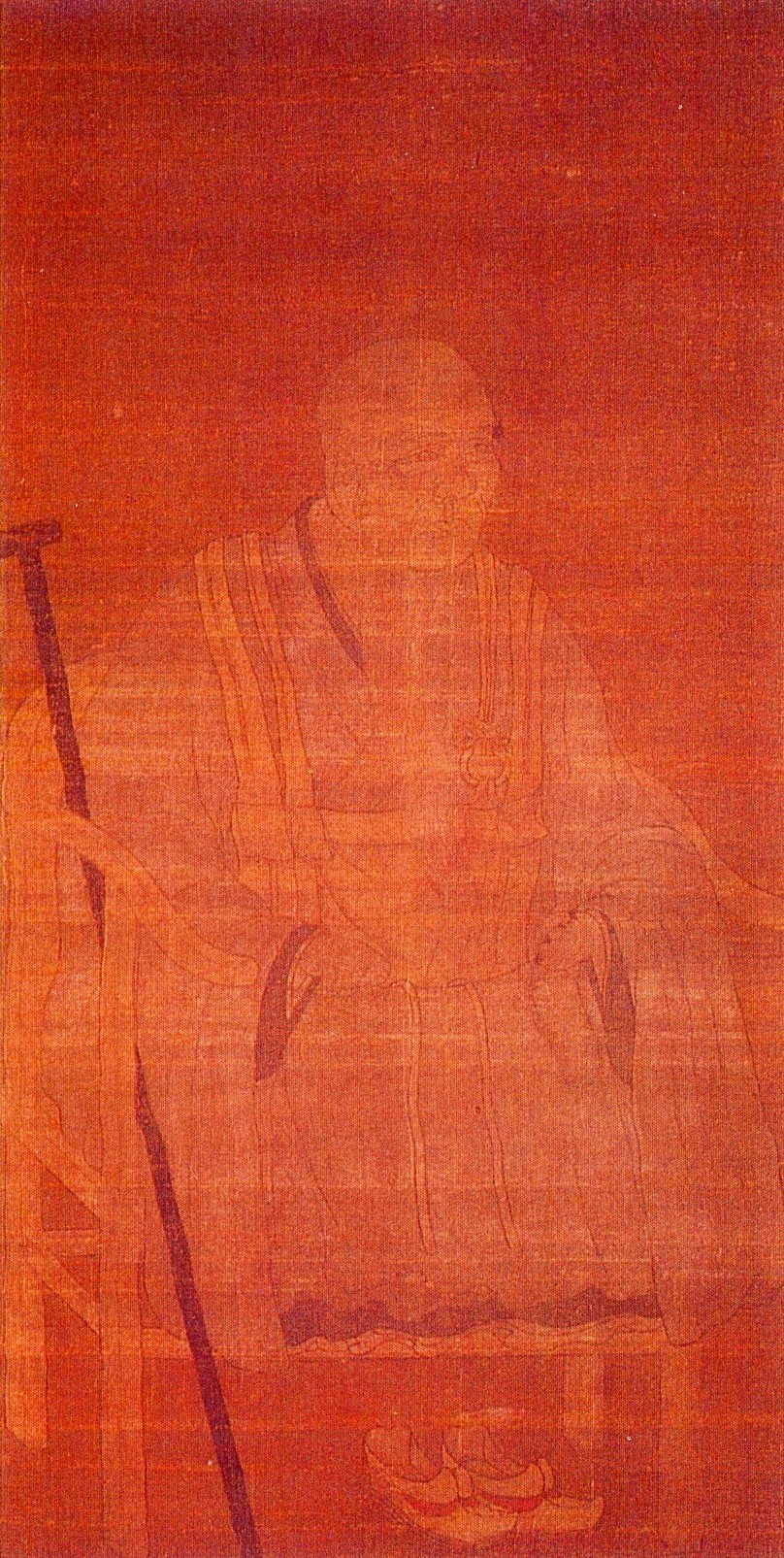
太田資頼（養竹院蔵）

太田 資頼（おおた すけより、文明16年（1484年） - 天文5年4月20日（1536年5月10日））は、戦国時代の武将。彦六。美濃守。知楽斎道可と号する。太田資家の子。子に太田資顕、太田資正、娘（三戸景道正室）、娘（太田源六室）らがいる。

## 概要
扇谷上杉氏に仕えていたが、大永4年（1524年）2月に北条氏綱に寝返って岩付城を攻め落とし、城主渋江右衛門大夫を戦死させた。しかし同年7月に扇谷上杉氏の援軍である甲斐武田氏に岩付城を攻められると、扇谷上杉氏に降伏、帰参する。
なお、文献上確認できる太田氏の岩付城支配は大永4年が最初とされる（異説では岩付城奪取を大永2年（1522年）2月）とする）。また、太田氏の嫡流も資頼の従兄弟もしくは兄とみられる太田永厳（備中守）が継いだと考えられ、資頼も永厳の息子である源六に自分の娘を嫁がせており、大永年間にこの系統の断絶に伴って資頼の系統が浮上したとする見方がある。
これに対し、北条氏綱は先に没落した元岩付城主渋江氏の一族である渋江三郎を後援して岩付城を攻め、同5年（1525年）2月に約3千人の戦死者を出して岩付城は落城、資頼は足立郡石戸城に退いた。享禄4年（1531年）9月、渋江三郎を討ち取って岩付城を奪回する。石戸城は父・資家が建立したとされる比企郡三保谷郷の養竹院、そして河越城とも近いことから、この付近一帯が資家の頃からの所領であったと推定されている。
天文2年（1533年）に隠居し、嫡子資顕に家督を譲る。同5年（1536年）4月20日死去、享年53。法名は寿仙院殿智楽道可庵主。なお、養竹院に残された資頼の位牌の年紀が「天文五丙午四月廿日」とあることから、実際の丙午にあたる「天文十五年」の誤記と解釈して天文15年（1546年）4月20日に発生した河越城の戦いで資顕（資時）が北条氏についたことに憤って自害したと解釈する説もある。